# 좋맛탱
《좋맛탱》은 2018년 12월 24일에 tvN에서 방송된 드라마이다.

## 등장 인물
- 김향기 : 정충남 역 (아역 : 최유리)
- 김민규 : 이연남 역
- 유영 : 김태이 역
- 노을 : 정서현 역
- 김성규 : 홍대영 역
- 지화섭 : 조인성 역
- 박한솔 : 슬기 역
- 정진환 : 진수 역
- 김규림 : 박미라 팀장 역
- 김이현 : 김지혜 역
- 미상 : 신혜지 역
- 권하영
- 유지연
- 장현석
- 곽희주